# Giang Hồng Ngọc
Giang Thụy Hồng Ngọc (sinh ngày 27 tháng 10 năm 1989), thường được biết đến với nghệ danh Giang Hồng Ngọc, là một nữ ca sĩ người Việt Nam. Cô được biết đến sau khi trở thành quán quân của mùa đầu tiên trong chương trình Nhân tố bí ẩn vào năm 2014.

## Tiểu sử
Giang Hồng Ngọc sinh ngày 27 tháng 10 năm 1989 tại Đồng Nai với tên khai sinh là Giang Thụy Hồng Ngọc. Cô là con út trong gia đình có năm anh chị em. Gia đình của nữ ca sĩ vốn rất khá giả, là chủ một tiệm may lớn. Nhờ đó mà bố mẹ Giang Hồng Ngọc có đủ điều kiện nuôi dạy năm anh chị em và thường xuyên đưa các con đi du lịch. Song biến cố ập đến khi gia đình Giang Hồng Ngọc vướng vào nợ nần với những khoản nợ không có khả năng chi trả, khiến nhà cô phải đổi nhà đến 22 lần để tránh nợ.
Là con út trong gia đình, nhưng Giang Hồng Ngọc sau đó lại trở thành người lao động chính trong gia đình. Bố mẹ cô tâm sự, vì đã không làm được gì cho con, không cho con cuộc sống tốt đẹp từ nhỏ, nên cả bố và mẹ đều quyết định sẽ ở bên Ngọc, đi theo Ngọc đến cuối đời. Mẹ của Giang Hồng Ngọc cho biết, bà luôn ở bên cạnh đi cùng cô bất cứ chặng đường nào và luôn ủng hộ con gái. Trong khi đó, bố của nữ ca sĩ tiết lộ, ông luôn đợi con gái đi diễn về dù là ba hay năm giờ sáng, và có thể đợi mãi tới cuối đời. Giang Hồng Ngọc chia sẻ rằng đó là khoảng thời gian tuổi thơ phải trải qua nhiều khó khăn và biến cố trong gia đình có thể nói vô cùng “dữ dội”. Đó là tuổi thơ mà cô "sợ và không dám nhớ nhiều và cũng không dám nhắc nhiều", vì tuổi thơ của cô trải qua và đón tết với 22 căn nhà thuê trong 15 năm.
Sau 22 lần đổi nhà, Ngọc theo bố mẹ đến quận 2 và gia đình mở một quán cà phê nhỏ. Tại đây, cô gái bắt đầu thể hiện tình yêu ca hát và được thầy giáo dạy nhạc ở gần đó phát hiện, giúp cô vào học nhạc ở lớp tình thương. Cô bắt đầu cuộc đời ca hát của mình từ đó, lớn lên chút cô đi hát làm đủ nghề từ một ca sĩ hát đám cưới, quán ăn từ năm 16 tuổi rồi đi MC đám cưới với cát xê 30.000/1 buổi. Nhưng cuộc sống không đơn giản, cô đã 2 lần tưởng chừng không thể tiếp tục hát.
Năm 15 tuổi, Ngọc bị sốt cao và phải ngừng hát một năm. Sau đó một năm, vào ngày cô nhận được giải tư của cuộc thi Tiếng hát truyền hình, anh trai của cô qua đời. Ngọc đã khóc và suy sụp rất nhiều, tưởng như không thể đứng trên sân khấu để hát nữa. Tuy nhiên, chính âm nhạc đã giúp cô đứng dậy sau những biến cố và vững vàng hơn trong cuộc sống.

## Sự nghiệp
— Giang Hồng Ngọc
Hồng Ngọc vào nghề ca hát từ năm 16 tuổi và đoạt giải tư Tiếng hát Truyền hình năm 2006. Trong thời gian này Ngọc được nhạc sĩ Hà Dũng giúp đỡ và ra album Ruby 20 sau khoảng thời gian đi hát ở phòng trà. Năm 2014, Hồng Ngọc tham gia cuộc thi Nhân tố bí ẩn và đoạt giải quán quân, từ đây tên tuổi Hồng Ngọc được biết đến rộng rãi. Năm 2015, cô tham gia chương trình Hòa âm ánh sáng và đoạt giải vàng. Sau cuộc thi Hồng Ngọc ra mắt album "All the Love" hợp tác cùng với nhà sản xuất Duy Anh, DJ King Lady, CD gồm bảy ca khúc như: My Everything, Mãi mãi về sau, Still Loving You, Chỉ là giấc mơ, Crying Over You, Lột xác. Cùng năm cô ra mắt video ca nhạc "Giây phút cuối" hợp tác cùng đạo diễn Uyên Thư và Blue Production.
Tháng 4 năm 2016, Giang Hồng Ngọc ra mắt sản phẩm âm nhạc mang tên "Thôi" đánh dấu sự kết hợp lần đầu tiên với Tiên Tiên. Video ca nhạc do Đinh Hà Uyên Thư và Blue Production thực hiện. Ngày 14 tháng 11 năm 2016, Hồng Ngọc tổ chức đêm nhạc kỷ niệm 10 ca hát tại Thành phố Hồ Chí Minh và ra mắt album, video ca nhạc "Đừng rời xa em". Tháng 10 năm 2017, cô ra mắt album "Bay về thời gian" gồm 8 ca khúc thuộc thể loại nhạc xưa, đánh dấu chuyển hướng sang dòng nhạc trữ tình. Cùng năm, Hồng Ngọc ra mắt đĩa đơn "Chia tay tình đầu", Hoàng Touliver thực hiện hòa âm phối khí. Năm 2018, Ngọc đoạt giải quán quân Cặp đôi hoàn hảo - Trữ tình & Bolero. Tháng 11 cùng năm, cô trình làng album "Tình" gồm các ca khúc nhạc tình như Hạ trắng, Cỏ úa…
Năm 2019, sau khoảng thời gian chăm lo cuộc sống gia đình, Hồng Ngọc ra mắt album "Mùa thu chết" gồm những bài hát theo dòng nhạc xưa do nhạc sĩ Hoàng Anh hòa âm và phối khí. Tháng 12 cùng năm, Hồng Ngọc giới thiệu video ca nhạc "Tình đến rồi đi", ca khúc được nhạc sĩ Lê Thành Trung viết tặng cho Giang Hồng Ngọc với sự tham gia diễn xuất của Việt Anh, và ra mắt album "Đông buồn" gồm 5 ca khúc theo chủ đề Giáng sinh. Ngoài phát hành các sản phẩm âm nhạc, Giang Hồng Ngọc đảm nhận vai trò huấn luyện viên "Thần tượng Bolero 2019" cùng với Ngọc Sơn. Tháng 9 năm 2020, Hồng Ngọc phát hành album "Một cuốn tự tình" gồm 6 ca khúc và mất hơn một năm chọn bài, thu âm, lên ý tưởng quay video và ra mắt 6 video ca nhạc, tương ứng với 6 ca khúc trong album. Phát hành vào thời điểm đại dịch COVID-19 bùng phát, album được Giang Hồng Ngọc thực hiện đơn giản, chú trọng vào âm nhạc, các video được thực hiện trong phim trường và phát hành trên YouTube.
Năm 2022, Album ''Có những niềm riêng'' của ca sĩ Giang Hồng Ngọc giành vị trí top 1 trên nền tảng iTunes Việt Nam chỉ sau một giờ phát hành. Album gồm các tình khúc: Rồi mai tôi đưa em, Yêu em vào cõi chết, Có những niềm riêng, liên khúc Hỡi người tình – Trời còn mưa mãi, Buồn ơi chào mi. Nữ ca sĩ chọn những ca khúc mình yêu thích nhất đưa vào album và đề cao sự mộc mạc khi hát.

## Đời tư
Ngày 16 tháng 11 năm 2019, Giang Hồng Ngọc kết hôn với người chồng tên Xuân Văn (sinh năm 1982) làm việc trong công chức nhà nước kết hợp kinh doanh riêng.
Trước đó, vào khoảng tháng 11 năm 2018, cô bí mật sang Mỹ sinh con trai tên là Cà Rốt. Khi đó, cô từng chia sẻ rằng khi con trai được một tháng tuổi cô mới đưa con về nước, cô cũng cho biết thêm, mẹ ruột chính là người ở bên cạnh duy nhất trong khoảnh khắc cô sinh con trai đầu lòng của mình tại Mỹ.

## Danh sách đĩa nhạc
Tiêu biểu:

### Album phòng thu
- Ruby 20
- All the Love (2014)
- Đừng rời xa em (2016)
- Bay về thời gian (2017)
- Tình (2018)
- Mini album: Một phút bình yên (2018)
- Mùa thu chết (2019)
- Đông buồn (2019)
- Một cuốn tự tình (2020)
- Có những niềm riêng (2022)

### Single/EP
- Hết rồi (2012)
- Chia tay tình đầu (2017)
- Ngọc
- Tôi là ngôi sao
- Đón xuân
- Xin còn gọi tên nhau
- Bài không tên cuối cùng
- Từ khi anh đi
- Trò đùa của tạo hóa
- Có những niềm riêng
- Hãy xem như ta chưa từng
- Phải quên anh thôi
- Giây phút cuối
- Con cầu xin
- Con sẽ sống vì Mẹ

### MV ca nhạc
- Hết rồi (2012)
- Giây phút cuối (2015)
- Phải quên anh thôi (2015)
- Dance with me tonight (2016)
- Thôi (2016)
- Đừng rời xa em (2016)
- Con tim anh đã thay đổi (2017)
- Bài không tên cuối cùng (2017)
- Hãy xem như ta chưa từng (2017)
- Tình đến rồi đi (2019)
- MV Ngày cưới – Mình yêu nhau bình yên thôi (2019)
- MV Audition: Con thuyền đời (2020)
- Hối tiếc (2022)
- Hạnh phúc máu - OST Hạnh phúc máu (2022)

### Ca khúc tiêu biểu
- My Everything
- Mãi mãi về sau
- Still Loving You
- Chỉ là giấc mơ
- Crying Over You
- Lột xác
- Hạ trắng
- Cỏ úa
- Liên khúc: Nỗi đau muộn màng
- Bản tình cuối
- Nỗi đau muộn màng
- Tình khúc buồn
- Nhớ về em
- Đừng rời xa em
- Hết rồi
- Giây phút cuối
- Phải quên anh thôi
- Dance with me tonight
- Thôi
- Lệ đá
- Chuyện như chưa bắt đầu
- Hạ trắng
- Hãy khóc cho ta còn nhau
- Em biết không nên vấn vương
- Rồi mai tôi đưa em
- Yêu em vào cõi chết
- Có những niềm riêng
- Liên khúc: Hỡi người tình – Trời còn mưa mãi
- Buồn ơi chào mi

## Chương trình truyền hình
| Năm  | Chương trình                         | Vai trò                     | Ghi chú |
| ---- | ------------------------------------ | --------------------------- | ------- |
| 2014 | Nhân tố bí ẩn                        | Thí sinh                    | [ 35 ]  |
| 2014 | Hòa âm ánh sáng                      | Thí sinh                    | [ 36 ]  |
| 2015 | Bữa trưa vui vẻ                      | Khách mời                   | [ 37 ]  |
| 2015 | Bài hát yêu thích                    | Ca sĩ                       | [ 38 ]  |
| 2016 | Hội quán tiếu lâm 2                  | Diễn viên                   | [ 39 ]  |
| 2017 | Giọng ải giọng ai 2                  | Ca sĩ                       | [ 40 ]  |
| 2017 | Giọng ca vàng Bolero                 | Ca sĩ                       | [ 41 ]  |
| 2017 | Hòa âm ánh sáng                      | Ca sĩ khách mời             | [ 42 ]  |
| 2017 | Bữa trưa vui vẻ                      | Khách mời                   | [ 43 ]  |
| 2018 | Cặp đôi hoàn hảo – Trữ tình & Bolero | Thí sinh                    | [ 44 ]  |
| 2018 | Tình khúc vượt thời gian             | Ca sĩ                       | [ 45 ]  |
| 2019 | Thần tượng Bolero                    | Huấn luyện viên & Giám khảo | [ 46 ]  |
| 2019 | Hát mãi ước mơ 3                     | Giám khảo                   | [ 47 ]  |
| 2019 | Giọng ải giọng ai 4                  | Ca sĩ                       | [ 48 ]  |
| 2020 | Đấu trường ngôi sao                  | Đội trưởng                  | [ 49 ]  |
| 2020 | Người hát tình ca                    | Giám khảo                   | [ 50 ]  |
| 2021 | Lạ lắm à nha                         | Ca sĩ                       | [ 51 ]  |
| 2021 | The cover show                       | Ca sĩ                       | [ 52 ]  |
| 2021 | Cuộc chiến mỹ vị                     | Khách mời                   | [ 53 ]  |
| 2021 | Hát mãi ước mơ 4                     | Giám khảo                   | [ 54 ]  |
| 2022 | Trời sinh một cặp                    | Đội trưởng                  | [ 55 ]  |
| 2022 | Cùng hát lên nào                     | Ca sĩ                       | [ 56 ]  |
| 2022 | Hát cho ngày mai                     | Giám khảo                   | [ 57 ]  |
| 2023 | Thần tượng đối thần tượng            | Giám khảo                   | [ 58 ]  |
| 2023 | Trời sinh một cặp                    | Giám khảo                   | [ 59 ]  |
| 2023 | Chị đẹp đạp gió rẽ sóng              | Thí sinh                    | [ 60 ]  |

- Và nhiều chương trình khác

## Giải thưởng
| Năm  | Lễ trao giải                         | Hạng mục            | Đề cử       | Kết quả   | Chú thích |
| ---- | ------------------------------------ | ------------------- | ----------- | --------- | --------- |
| 2006 | Ngôi sao Tiếng hát Truyền hình       | —                   | —           | Giải Tư   | [ 61 ]    |
| 2014 | Nhân tố bí ẩn (mùa 1)                | —                   | —           | Quán quân | [ 62 ]    |
| 2014 | Làn sóng xanh                        | Nữ ca sĩ triển vọng | —           | Đề cử     | [ 63 ]    |
| 2015 | Hòa âm ánh sáng                      | —                   | —           | Giải vàng | [ 7 ]     |
| 2017 | Giải Mai Vàng                        | Nữ ca sĩ nhạc nhẹ   | Phận tơ tầm | Đề cử     | [ 64 ]    |
| 2018 | Cặp đôi hoàn hảo – Trữ tình & Bolero | —                   | —           | Quán quân | [ 18 ]    |
| 2020 | Đấu trường ngôi sao                  |                     |             | Giải Ba   | [ 49 ]    |